# 太陽は知っている (渡辺美里の曲)
「太陽は知っている」（たいようはしっている）は渡辺美里の楽曲で、1998年6月20日にEpic Records（現・エピックレコードジャパン）より発売された35枚目のシングル。

## 概要
表題曲「太陽は知っている」は、テレビ朝日系列で放送された『熱闘甲子園』の第80回（1998年）～ 第81回（1999年）中継テーマ曲として使用された。
レコチョクのサイトでは、「1986年の夏以来、夏の風物詩となっている西武スタジアム(西武ドーム)・ライブでの13年の軌跡に、自らの成長を絡めて歌い上げたシングル。太陽を味方につけた ″夏女・渡辺美里″ のパワフルな歌唱が全開の超爽快サマー・チューン。」と評されている。
カップリング曲の「みんな いい子になれ」は、2024年1月現在アルバム未収録となっている。

## 収録曲
- 全編曲：有賀啓雄

1. 太陽は知っている　
作詞：渡辺美里・大江千里、作曲：大江千里
2. みんな いい子になれ　
作詞・作曲：渡辺美里
3. 太陽は知っている (Original Backing Track)

## 収録アルバム
- 『ハダカノココロ』 (#3)
- 『Sweet 15th Diamond』 (Disc.1 #9)
- 『M・Renaissance〜エム・ルネサンス〜』 (Disc.2 #15)
- 『25th Anniversary Misato Watanabe Complete Single Collection〜Song is Beautiful〜』  (Disc.3 #8)